# Bulbophyllum sanitii
Bulbophyllum sanitii är en orkidéart som beskrevs av Gunnar Seidenfaden. Bulbophyllum sanitii ingår i släktet Bulbophyllum och familjen orkidéer. Inga underarter finns listade i Catalogue of Life.